# محمد خلیل الجندوبی
محمد خلیل الجندوبی (عربی: محمد خليل الجندوبي؛ ۱ ژوئن ۲۰۰۲) تکواندوکار اهل تونس است.